# Armádní letecký sbor Spojených států amerických

Znak

Armádní letecký sbor Spojených států (United States Army Air Corps – USAAC) byl předchůdcem současného letectva Spojených států. Založen byl 2. července 1926 v rámci armády Spojených států. V roce 1941 na něj navázal přímý následník – Armádní letectvo Spojených států (USAAF). I když byl sbor jako organizace v roce 1942 zrušen, přesto zůstal až do roku 1947 jako jedna z odnoží americké armády.